# Renault R27
Der Renault R27 war der Formel-1-Rennwagen von Renault F1 für die Saison 2007. Das Fahrzeug markierte nach dem Titelgewinn im Vorjahr mit dem Renault R26 eine Rezession, da durch Regeländerungen sowie den Weggang des Weltmeisters Fernando Alonso ein deutlicher Leistungsabfall eintrat.

## Technik und Entwicklung
Der Renault R27 basierte auf dem Vorjahreswagen Renault R26 und entstand unter Regie des technischen Direktors Bob Bell um Chefdesigner Tim Densham und Chefaerodynamiker Dino Toso. Insbesondere die Aerodynamik wurde deutlich überarbeitet. Der in den Vorjahren maßgeblich zur Dominanz der Renault-Boliden beitragende Schwingungstilger in der Fahrzeugnase wurde zur Saison 2007 verboten und kam daher nicht mehr zum Einsatz. Durch den Austritt des bisherigen Partners Michelin aus der Formel 1 Ende 2006 bezog Renault nun Reifen von Bridgestone. Der Vertrag mit dem Treibstofflieferanten Elf Aquitaine wurde dagegen verlängert. Als Werksteam setzte Renault mit dem Renault RS27 einen selbst entwickelten Motor ein, der in Zusammenarbeit mit Mecachrome entstand. Er wurde auch vom Kundenteam Red Bull Racing für den Red Bull RB3 bezogen. Der RS27 lieferte etwa 750 PS bei maximal 19.000 Umdrehungen pro Minute. Das Sieben-Gang-Getriebe des Wagens wurde ebenfalls selbst entwickelt.

## Lackierung und Sponsoring
Die Lackierung des RS27 unterschied sich durch den Wegfall des bisherigen Hauptsponsors Japan Tobacco deutlich vom etablierten Farbschema der Vorjahre. Das Tiefblau der Marke Mild Seven wich einer Komposition aus Weiß, Orange und Dunkelblau sowie Designelementen im Corporate Design des neuen Hauptgeldgebers ING-DiBa. Die Fahrzeugnase dagegen verblieb im klassischen Renault-Gelb.
Weitere Sponsoren auf dem Fahrzeug waren Hanjin Shipping, Elf Aquitaine, Elysium und ChronoTech.

## Fahrer und Saisonverlauf
Nach dem Titelgewinn 2006 wechselte der Weltmeister Fernando Alonso für das Folgejahr zu McLaren-Mercedes. Dadurch rückte der bei Renault verbliebene Giancarlo Fisichella zum ersten Fahrer auf. Er pilotierte den Wagen mit der Startnummer 3. Der bisherige Testfahrer Heikki Kovalainen wurde zum Stammfahrer befördert und pilotierte als zweiter Fahrer den Wagen mit der Startnummer 4. Als Testfahrer beschäftigte das Team den Nachwuchspiloten Nelson Piquet jr. und den erfahrenen Ricardo Zonta.
Der R27 konnte die hohen Erwartungen nicht erfüllen und verlor den Kontakt zur von der Scuderia Ferrari, McLaren-Mercedes und BMW-Sauber abgesteckten Spitze. Die Renault-Fahrzeuge konnten nur noch die hinteren Punkteränge erreichen – Saisonhighlight war ein zweiter Platz von Heikki Kovalainen beim Großen Preis von Japan, den er jedoch weniger durch die Schnelligkeit des Fahrzeuges als aufgrund des durch einen Wolkenbruch stark beeinträchtigten Rennbetriebes erzielen konnte. Am Saisonende belegte Renault hinter Ferrari und BMW-Sauber mit 51 Punkten den dritten Platz in der Konstrukteurswertung. Bedingt durch die Spionageaffäre bei McLaren, im Zuge derer dem Team alle Punkte aberkannt wurden, konnte Renault vom vierten Platz aufrücken. Mit 30 Punkten setzte sich Kovalainen in der Fahrerwertung gegen seinen Teamkollegen Fisichella durch, der 21 Punkte erzielen konnte.
Zur Saison 2008 verließen beide Fahrer das Team.

## Ergebnisse
| Fahrer               | Nr.                  | 1  | 2 | 3 | 4 | 5  | 6   | 7 | 8  | 9 | 10 | 11 | 12 | 13 | 14  | 15 | 16 | 17  | Punkte | Rang |
| -------------------- | -------------------- | -- | - | - | - | -- | --- | - | -- | - | -- | -- | -- | -- | --- | -- | -- | --- | ------ | ---- |
| Formel-1-Saison 2007 | Formel-1-Saison 2007 |    |   |   |   |    |     |   |    |   |    |    |    |    |     |    |    |     | 51     | 3.   |
| G. Fisichella        | 03                   | 5  | 6 | 8 | 9 | 4  | DSQ | 9 | 6  | 8 | 10 | 12 | 9  | 12 | DNF | 5  | 11 | DNF | 51     | 3.   |
| H. Kovalainen        | 04                   | 10 | 8 | 9 | 7 | 13 | 4   | 5 | 15 | 7 | 8  | 8  | 6  | 7  | 8   | 2  | 9  | DNF | 51     | 3.   |

| Legende  | Legende            | Legende                                                          |
| Farbe    | Abkürzung          | Bedeutung                                                        |
| -------- | ------------------ | ---------------------------------------------------------------- |
| Gold     | –                  | Sieg                                                             |
| Silber   | –                  | 2. Platz                                                         |
| Bronze   | –                  | 3. Platz                                                         |
| Grün     | –                  | Platzierung in den Punkten                                       |
| Blau     | –                  | Klassifiziert außerhalb der Punkteränge                          |
| Violett  | DNF                | Rennen nicht beendet (did not finish)                            |
| Violett  | NC                 | nicht klassifiziert (not classified)                             |
| Rot      | DNQ                | nicht qualifiziert (did not qualify)                             |
| Rot      | DNPQ               | in Vorqualifikation gescheitert (did not pre-qualify)            |
| Schwarz  | DSQ                | disqualifiziert (disqualified)                                   |
| Weiß     | DNS                | nicht am Start (did not start)                                   |
| Weiß     | WD                 | zurückgezogen (withdrawn)                                        |
| Hellblau | PO                 | nur am Training teilgenommen (practiced only)                    |
| Hellblau | TD                 | Freitags-Testfahrer (test driver)                                |
| ohne     | DNP                | nicht am Training teilgenommen (did not practice)                |
| ohne     | INJ                | verletzt oder krank (injured)                                    |
| ohne     | EX                 | ausgeschlossen (excluded)                                        |
| ohne     | DNA                | nicht erschienen (did not arrive)                                |
| ohne     | C                  | Rennen abgesagt (cancelled)                                      |
| ohne     | keine WM-Teilnahme |                                                                  |
| sonstige | P/fett             | Pole-Position                                                    |
| sonstige | 1/2/3/4/5/6/7/8    | Punktplatzierung im Sprint-/Qualifikationsrennen                 |
| sonstige | SR/kursiv          | Schnellste Rennrunde                                             |
| sonstige | *                  | nicht im Ziel, aufgrund der zurückgelegten Distanz aber gewertet |
| sonstige | ()                 | Streichresultate                                                 |
| sonstige | unterstrichen      | Führender in der Gesamtwertung                                   |